# Maestà (arte)

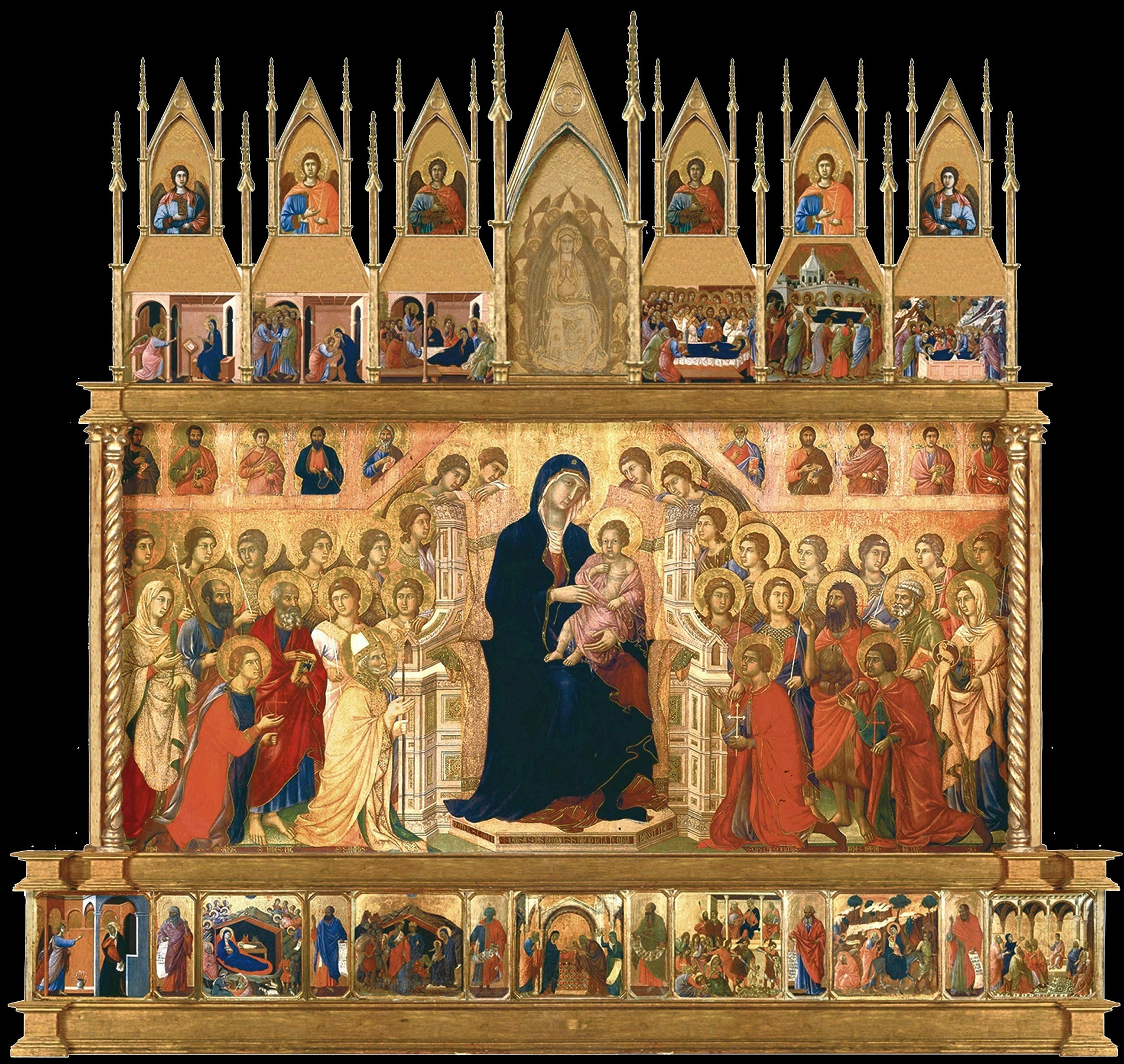
Duccio di Buoninsegna, Maestà (1308-1811 circa; Siena, Museo dell'Opera Metropolitana del Duomo).

I dipinti "in Maestà" raffigurano un personaggio in trono. Può trattarsi di Gesù (Maiestas Domini) o di altre figure, ma più spesso si tratta della Madonna assisa con in braccio Gesù bambino, talvolta circondata da angeli e santi. Tale iconografia ebbe particolare successo della seconda metà del XIII secolo e nel XIV secolo, sia come affresco che come pala d'altare lignea.

## Descrizione
Sono Maestà la quasi totalità di dipinti sulla Madonna col Bambino duecenteschi, come quelle di Coppo di Marcovaldo, di Cimabue e di altri pittori dell'epoca. Dipinsero importanti Maestà gli artisti del rinnovamento come Giotto, Duccio di Buoninsegna, Simone Martini. Nei secoli successivi il motivo della Madonna in trono continuò ad essere praticato, anche se ormai si facevano sempre più rare le rappresentazioni isolate, diffondendosi un tipo di scena con Maria al centro e due o più santi ai lati, coinvolti in rimandi incrociati come se stessero conversando tra loro: si parla allora, dal Quattrocento in poi, di Sacra conversazione. 
Il tema opposto a quello della Maestà è la Madonna dell'Umiltà, dove la Vergine col Bambino siede invece in terra, magari su un semplice cuscino. Questa iconografia si sviluppò alcuni decenni dopo, ed era legata alla idee di povertà della Chiesa degli ordini mendicanti come i Francescani spirituali: la figura della Madonna simboleggiava infatti la Chiesa stessa e il Bambino il suo fondatore.

## Alcuni esempi celebri
- Madonna del Bordone, Maestà di Orvieto di Coppo di Marcovaldo
- Maestà di Assisi, Maestà del Louvre, Maestà di Santa Trinita di Cimabue
- Maestà di Ognissanti di Giotto
- Madonna Rucellai, Maestà del Duomo di Siena di Duccio di Buoninsegna
- Maestà del Palazzo Pubblico di Siena di Simone Martini
- Maestà di San Gimignano di Lippo Memmi
- Maestà di Massa Marittima, Maestà di Sant'Agostino di Ambrogio Lorenzetti
- Madonna di San Martino, nella omonima chiesa di Pisa